# Stereotomy
Albums de The Alan Parsons Project
Vulture Culture
(1985) Gaudi
(1987)
Stereotomy est le neuvième album du groupe rock progressif britannique The Alan Parsons Project. Il est sorti en 1985.

## Titres
1. Stereotomy – 7:18
2. Beaujolais – 4:27
3. Urbania – 4:59
4. Limelight – 4:39
5. In The Real World – 4:20
6. Where's The Walrus? – 7:31
7. Light Of The World – 6:19
8. Chinese Whispers – 1:01
9. Stereotomy Two– 1:21

## Musiciens
- Eric Woolfson : claviers, piano, chœurs (1), producteur
- Alan Parsons : claviers additionnels, ingénieur du son, producteur
- Ian Bairnson : guitare
- David Paton : basse
- Stuart Elliott : batterie et percussions
- Richard Cottle : synthétiseurs, saxophone
- The Philharmonia Orchestra
- Andrew Powell  : arrangements et direction d'orchestre
- John Miles : chant (1,5,9)
- Chris Rainbow : chant (2)
- Gary Brooker : chant (4)
- Graham Dye : chant (7)
- Steven Dye : chœurs (7)

## Sources
- (en) Cet article est partiellement ou en totalité issu de l’article de Wikipédia en anglais intitulé « Stereotomy » (voir la liste des auteurs).